# Trembleya tridentata
Trembleya tridentata är en tvåhjärtbladig växtart som beskrevs av Charles Victor Naudin. Trembleya tridentata ingår i släktet Trembleya och familjen Melastomataceae. Inga underarter finns listade i Catalogue of Life.